# Trzeszyn
Trzeszyn – wieś w północno-zachodniej Polsce, położona w województwie zachodniopomorskim, w powiecie gryfickim, w gminie Karnice.
Według danych w 2011 roku wieś miała 142 mieszkańców.
W latach 1946–1998 miejscowość administracyjnie należała do województwa szczecińskiego.